# Bem normal
Bens normais são os tipo de bens cuja quantidade demandada aumenta com o aumento do rendimento do consumidor, "coeteris paribus"
Os Bens Normais dividem-se em Bens Essenciais e Bens de Luxo.
Considera-se que quando a relação entre a procura do bem e o rendimento dos consumidores (elasticidade rendimento) é superior a zero e inferior a 1 diz-se que é um Bem Essencial. Quando a Elasticidade rendimento é superior a 1 referimo-nos a um Bem de Luxo.